# (5866) Sachsen
(5866) Sachsen ist ein Asteroid im Hauptgürtel, der am 13. August 1988 vom deutschen Astronomen Freimut Börngen am Observatorium Tautenburg (IAU-Code 033) in Thüringen entdeckt wurde.
Benannt wurde der Asteroid nach dem Freistaat Sachsen, einem Bundesland im Osten der Bundesrepublik Deutschland der an Bayern im Südwesten, Thüringen im Westen, Sachsen-Anhalt im Nordwesten, Brandenburg im Norden sowie die Republik Polen im Osten und die Tschechische Republik im Süden grenzt.